# Dragan Šutanovac
Dragan Šutanovac (en serbio: Драган Шутановац; Belgrado, 24 de julio de 1968) es un político serbio, expresidente del Partido Demócrata y exministro de  Defensa de Serbia.
Apoya la adhesión de Serbia a la Unión Europea y la OTAN.